# مواء أسود
الموَّاء الأسود (الاسم العلمي: Melanoptila glabrirostris) هو نوع من الطيور المغردة، يتبع جنس أحادية الطراز (Melanoptila)، والتي بدورها تُشكِّل جزءًا من فصيلة المحاكيات. يتراوح طوله بين 19-20.5 سم (7.5-8.1 إنش)، أما كتلته فتتراوح بين 31.6-42 غرام (1.11-1.48 أونصة)، وهو أصغر طيور فصيلة المحاكيات. يبدو الجنسين (الذكر والأنثى) مُتشابهين، مع ريش أسود لامع، وسيقان ومناقير سوداء، وعيون بنية قاتمة. يتوطن هذا النوع من الطيور في شبه جزيرة يوكاتان، ويتواجد جنوباً حتى ولاية كامبيتشي، وشمالي غواتيمالا وبليز. وعلى الرغم من أن هناك سجلات تاريخية من هندوراس وولاية تكساس الأمريكية تدَّعي وجوده بها، لكن لم يُثبت حالياً صحة هذا الإدعاء. ويتواجد في الارتفاعات المنخفضة في الموائل شبه الجافة إلى الرطبة والتي تتراوح بين أراضي الأشجار المنخفضة والأراضي الزراعية المهجورة وبين الغابات ذات الغطاء الكثيف من أشجار الطبقة السفلى، وهو نوع مستقر في المقام الأول.
على الرغم من كونه طائر مُحاكي، إلا أنه من غير المعروف تقليد (محاكاة) الموَّاء الأسود لأي أنواع أخرى. أصواته خليط بين النغمات الغليظة والتزمير النقي مثل الصفارة، مع تكرار العبارات. يبني هذا الطائر العش على شكل كوب في إحدى الشُّجيرات الصغيرة أو شجرة كبيرة، ويضع فيه بيضتين يكون لونهما أزرقاً. وهو مهدد بفقدان موائله، وقد تم تصنيفه على أنه قريب من خطر الانقراض من قبل الاتحاد الدولي لحفظ الطبيعة.

## التصنيف
عندما وصف فيليب سكويتر الموَّاء الأسود لأول مرة عام 1858، من عينة تم جمعها في أوموا، هندوراس، أدرجه تحت جنس أحادية الطراز (Melanoptila)، الذي أنشأه في نفس الوقت، ومن ثم قام على الأقل واحد من علماء الطيور اللاحقين بإدراج هذا النوع تحت جنس تورديس (Turdus)، معتقداً أنه من فصيلة السمنة (Thrush)، لكن الأغلبية اتفقت مع التقدير الذي قدمه سكويتر للجنس. وقد أظهرت دراسات الحمض النووي منذ ذلك الحين أن النوع مرتبط بشكل وثيق بمختلف أنواع المحاكيات المستوطنة في جزر الأنتيل إلى جانب الموَّاء الرمادي، وفي بعض الأحيان يتم تضمينها مع الأنواع الأخيرة في جنس دوميتيلا (Dumetella). على الرغم من أن بعض خبراء التصنيف يضعون طيور الموَّاء الأسود الموجودة في جزيرة كوزوميل بالمكسيك في نُويعات منفصلة ميلانوبتيلا غلابريروستريس كوزوميلانا (M. g. cozumelana)، إلا أن معظم السلطات المختصة لا تشعر أن هذا التمييز له ما يبرره وأن النوع عموماً يُعتبر ضمن جنس أحادية الطراز في شتى أرجاء نطاق تواجده.
اسم جنس الموَّاء الأسود (ميلانوبتيلا Melanoptila) هو كلمة مركبة من كلمتين يونانيتي الأصل، الأولى هي melas والتي تعني الأسود والثانية ptilon وتعني «ريش» وذلك في إشارة لمظهره العام. أما اسم النوع (غلابريروستريس glabrirostris) فهو مزيج من كلمتين لاتينتين: glaber، أي «سلس أو أصلع» وrostris، التي تعني «منقار»، في إشارة إلى شُعيرات صغيرة جداً تُحيط بمنقاره الأسود، في مقارنة واضحة مع شُعيرات بارزة وُجِدت لدى الموَّاء الرمادي.

## الوصف

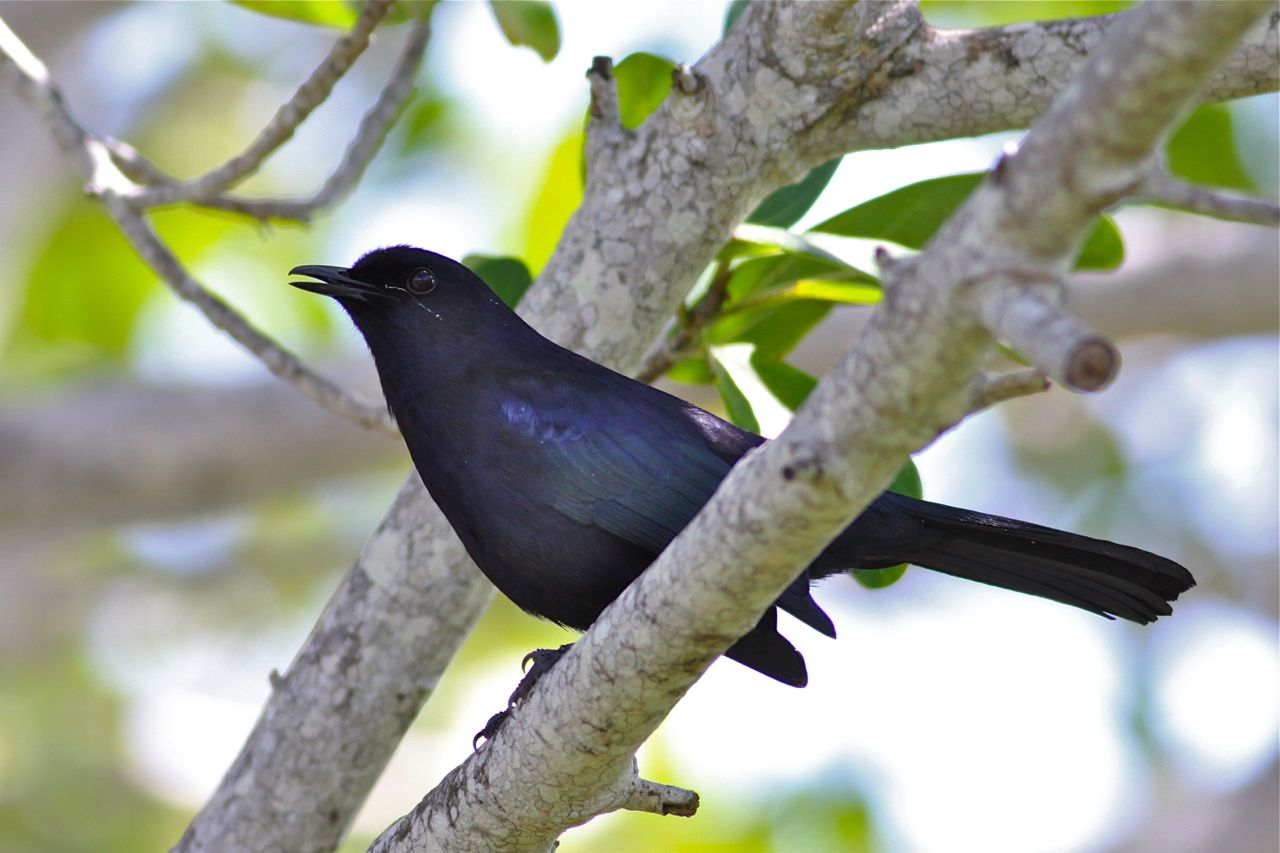
يظهر ريش الطيور البالغة بلون أرجواني أو أخضر لامع.

بطول يتراوح بين 19-20.5 سم (7.5-8.1 إنش) وكتلة بين 31.60-42 غرام (1.11-1.48 أونصة)، يُعَد الموَّاء الأسود أصغر الطيور المحاكية. حيث يمتلك أجنحة قصيرة ومدورة وذيلاً طويلاً نسبياً. تبدو الأجناس مُتشابهة، مع أن الذكور تميل لتكون أثقل. الريش ذو لون أسود لامع مع بريق أرجواني بوجه عام، ومع ذلك فإن ريش الذيل وريش الكواسي الأولية والثانوية ذات لون أخضر براق أما ريش القوادم فهو ذو لون بني مسود باهت وبريق أقل. الإناث أقل لمعاناً من الذكور، وللصغار لون رمادي مائل للبني مع تبقع في الأسفل. في حين أن أرجلها سوداء. ومنقارها أسود وأقصر من الرأس، لديه قنة مستقيمة بشكل عام، تنحني نحو الطرف. والقزحية محمرة اللون لدى البالغيين ورمادية لدى الصغار.

### الأنواع القريبة
على الرغم من أنه من غير المحتمل أن يخطأ الشخص في تحديد الموَّاء الأسود عن أي نوع آخر من المحاكيات، فإنه هناك عدة أنواع أخرى من الطيور السوداء، بما في ذلك الشحرور الرخيم، شحرور البقر البرونزي وشحرور البقر العملاق، التي تنتمي لنفس النطاق وقد تسبب نوعاً من الارتباك في التحديد. كل هذه الطيور هي طيور مناطق مفتوحة. الشحرور الرخيم كبير وذو ذيل طويل؛ عيونه داكنة ومنقاره غليظ والقسم العُلُوي من فكه العُلُوي منحني. أما شحرور البقر البرونزي فله عنق أكثر سمكاً من المواء وهو برونزي، مع ريش لونه بنفسجي وأخضر؛ عينه حمراء فاتحة بدلاً من أن تكون حمراء داكنة. في حين أن شحرور البقر العملاق هو أكبرهم، ولديه ذيل طويل نسبياً وعنق سميك بالمقارنة مع الموَّاء.

## الموطن ونطاق الانتشار
يتوطن طائر الموَّاء الأسود في شبه جزيرة يوكاتان. ويتواجد جنوباً حتى ولاية كامبيتشي المكسيكية، وشمالاً حتى غواتيمالا وبليز. وقد عُثِر عليه قريباً من شواطئ جزر كوزوميل، وإيسلا موخيريس، وأمبرغريس كاي، وكاي كولكر، وجزيرة لايت هاوس ريف، وجزيرة كلوفرز ريف. يُعتقد أن العينة النمطية للطائر قد جُمِعت في شمال غرب هندوراس عام 1855 أو 1856، إلا أنه لم يتم تسجيله في هذا البلد منذ ذلك الحين، ويجب عليه أن يكون نادراً إذا كان موجوداً هناك أصلاً. يشعر بعض المؤلفين بأن العينة ربما قد سُمِّيت بشكل خاطئ، وأنها جاءت بدلاً من ذلك من شمال غرب «هندوراس البريطانية» التي عُرِفت فيما بعد باسم بليز. وهناك أيضاً عينة مفردة للموَّاء الأسود تم جمعها من براونزفيل، تكساس عام 1892. ومع أن العينة قد أُخذت من قبل جامع حسن السمعة، وقبلت بها لجنة سجلات ولاية تكساس، فإن أصل هذه العينة هو مصدر لبعض الشك، ولم يتم قبولها من قبل الجمعية الأمريكية للطيور أو اتحاد علماء الطيور الأمريكيين.
عُثِر على هذا النوع في الارتفاعات المنخفضة في المناطق شبه الجافة إلى الرطبة في الموائل التي تمتد من أراضي الأشجار المنخفضة والأراضي الزراعية المهجورة إلى حافة الغابات الصغيرة. وهو يُفَضِّل المناطق ذات الغيول الكثيفة أو الأشجار المنخفضة أو ذات أشجار الطبقة السفلى. وهو غير شائع في الغابات الطويلة حيث يكون الغطاء النباتي تحت ظلة الأشجار أكثر انكشافاً. على الرغم من كونه طائراً مستقراً إلى حد كبير، إلى أنه قد تكون هناك بعض الحركات الموسمية المحلية بعيداً عن الأجزاء الشمالية الأكثر جفافاً من شبه جزيرة يوكاتان في أواخر الصيف إلى أوائل الشتاء.

## السلوك

### الصوت

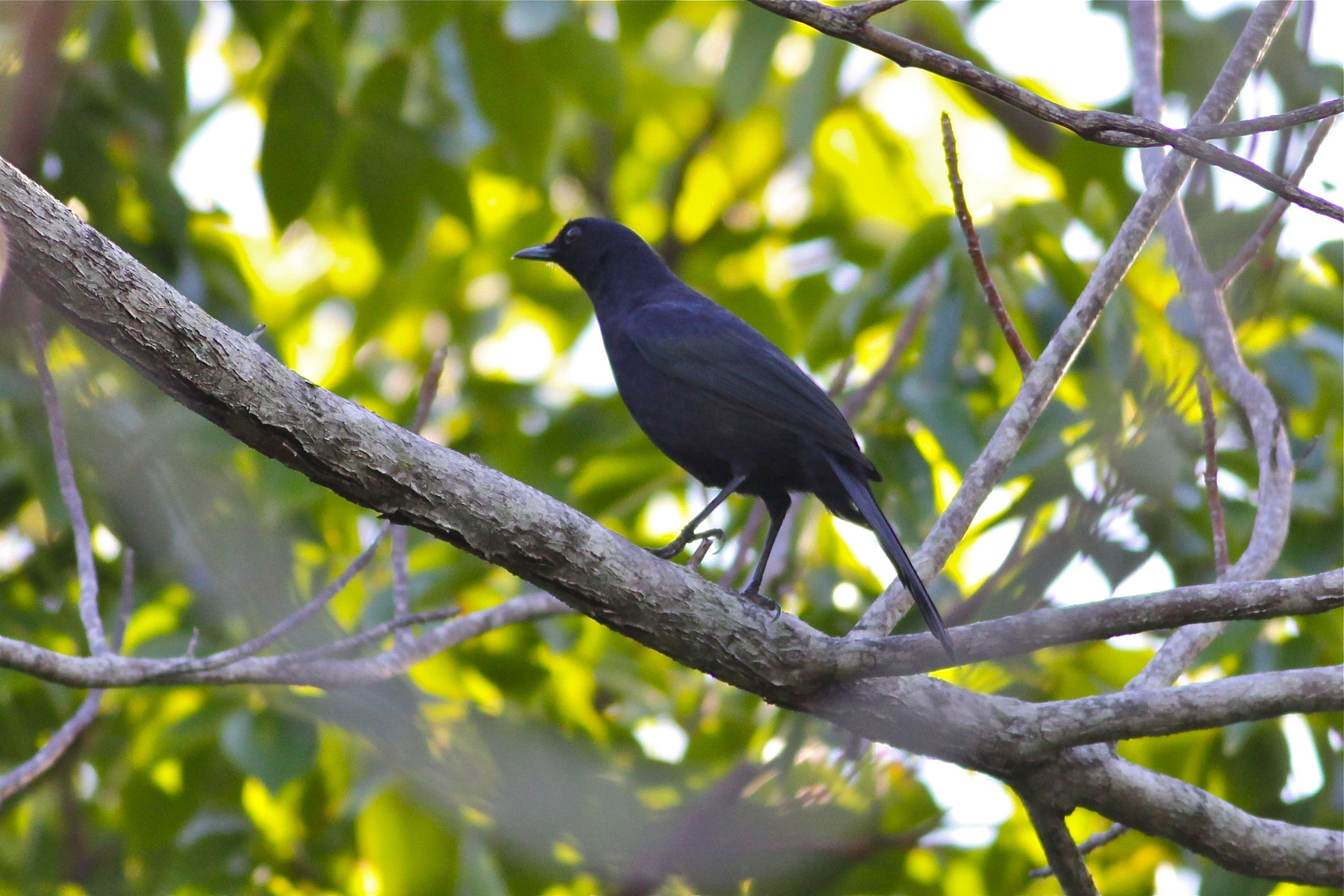
يُفضل الموَّاء الأسود المناطق ذات الغيول الكثيفة، أراضي الأشجار القمئية، أشجار الطبقة السفلى.

بخلاف العديد من طيور المُحاكيات، فإنه من غير المعروف تقليد الموَّاء الأسود لأي أنواع أُخرى. يتكون صوت تغريده من عبارات مُكرَّرة لنغمات يتراوح مداها من القساوة والخشونة إلى التغريد المشابه للمزمار، غالباً ما تتخللها أصوات طقطقة رنانة. وهو غالباً يُغرِّد في الأماكن العالية المكشوفة. لديه مجموعة متنوعة من النداءات، منها تلك التي تُشبه إلى حد كبير نداءات الموَّاء الرمادي، ويتم وصفها بأشكال مختلفة كالقاسي (rriah)، والأنفي (chrrh) والجرشي (tcheeu).

### الغذاء والتغذية
على الرغم من عدم إجراء دراسات محددة على بيئة التغذية للموَّاء الأسود، فإنه يُعتقد أن نظام غذائه قارت، مثل الطيور المُشابهة له. ومن المعروف أنه يأكل الفواكه مثل بورسيرا سيماروبا وفيكوس كوتينيفوليا، وقد تم العثور عليهما في شجرتين نفضيتين في المناطق المدارية الحديثة.

### التكاثر
لا يُعرف سوى القليل عن بيولوجيا تكاثر طائر الموَّاء الأسود، حيث يبدو أن موسم تكاثرها يمتد من الربيع وحتى الصيف، وقد لوحظ بناء الموَّاء الأسود للأعشاش في بليز في أوائل مايو، وعُثِر على صغاره في أعشاش في المكسيك في منتصف أغسطس. العش عبارة عن كأس مفتوحة مُبطَّنة بالجذور الصغيرة ومواد ناعمة أُخرى، وهي تقع في الشُّجيرات المنخفضة الكثيفة أو الأشجار الصغيرة. تضع الإناث بيضتان ذات لون أخضر مُزرَّق. ومع ذلك، فإن تفاصيل بناء العش، وأوقات الحضانة، والرعاية الأبوية، وفترة التريش (أي فترة اكتساء الصغار بالريش) وعدد الفراخ تُعتبر غير معروفة لحد الساعة.

## الحفظ
يتواجد الموَّاء الأسود في نطاق صغير وتتقلص مساحة هذا الأخير أكثر بسبب فقدانه لموائله. في عام 2008، قُدِّرت أعداده حول العالم بأقل من 50,000 طائر وهذا العدد في تناقص. وبسبب سرعة انخفاض أعداده، والتي أفادت التقارير بأنها كانت «شديدة الانحدار» على جزيرة كاي كولكر بين عامي 2003 و2008، قام الاتحاد الدولي لحفظ الطبيعة بتصنيفه على أنه قريب من خطر الانقراض. ومن المُحتمل أن يؤدي وصول شحرور البقر اللماع وهو من متطفلات الأعشاش في أواخر القرن العشرين إلى يوكاتان إلى حدوث مشاكل لطائر الموَّاء الأسود وبالاعتماد على خيارات المضيف السابقة قد يُصبح الموَّاء الأسود هدفاً لشحرور البقر.

## الملاحظات
1. ↑  حسب ما هو متعارف عليه، فإن الطول يُقاس من طرف المنقار إلى طرف ذيل طائر ميت (أو جلده) مثبت على ظهره.[11]